# Apamea sordens
Apamea sordens là một loài bướm đêm thuộc họ Noctuidae. Loài này phân bố ở khắp châu Âu và cũng được tìm thấy ở Bắc Mỹ.

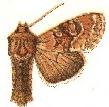
Apamea sordens finitima

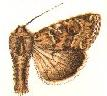
Apamea sordens finitima

Loài Apamea finitima đã được xem là một loài riêng và cũng được phân loại như phân loài của Apamea basilinea, nay là đồng âm của Apamea sordens.
Loài này có sải cánh khoảng 36–42 mm. Bướm bay vào ban dêm trong tháng 5 và tháng 6 và bị thu hút bởi ánh đèn và đường ngọt.
Ấu trùng ăn nhiều loại cỏ, kể cả ngũ cốc.

## Phụ loài
- Apamea sordens finitima
- Apamea sordens cerivana (Alberta)
- Apamea sordens sableana Mikkola, 2009

## Hình ảnh

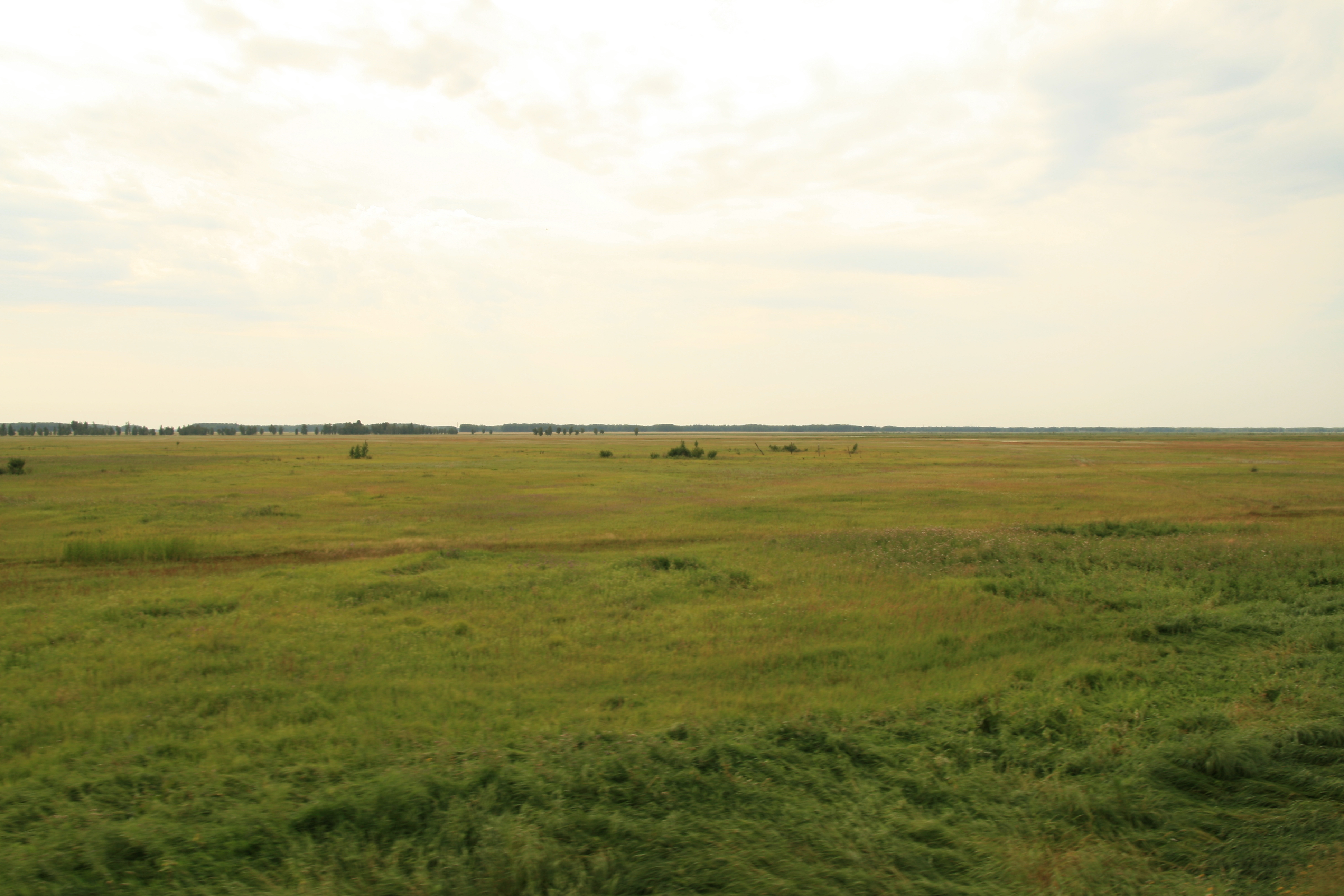
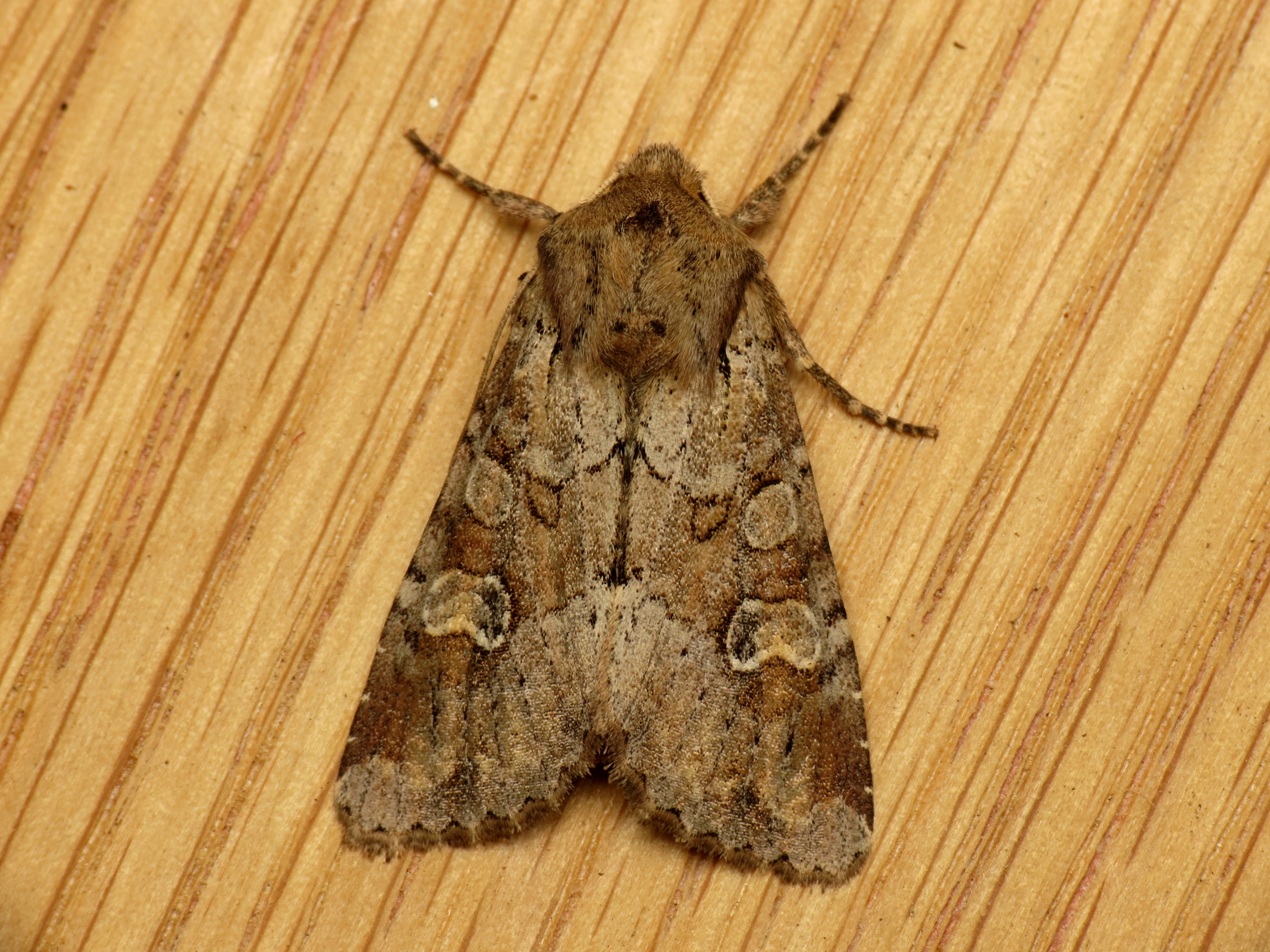
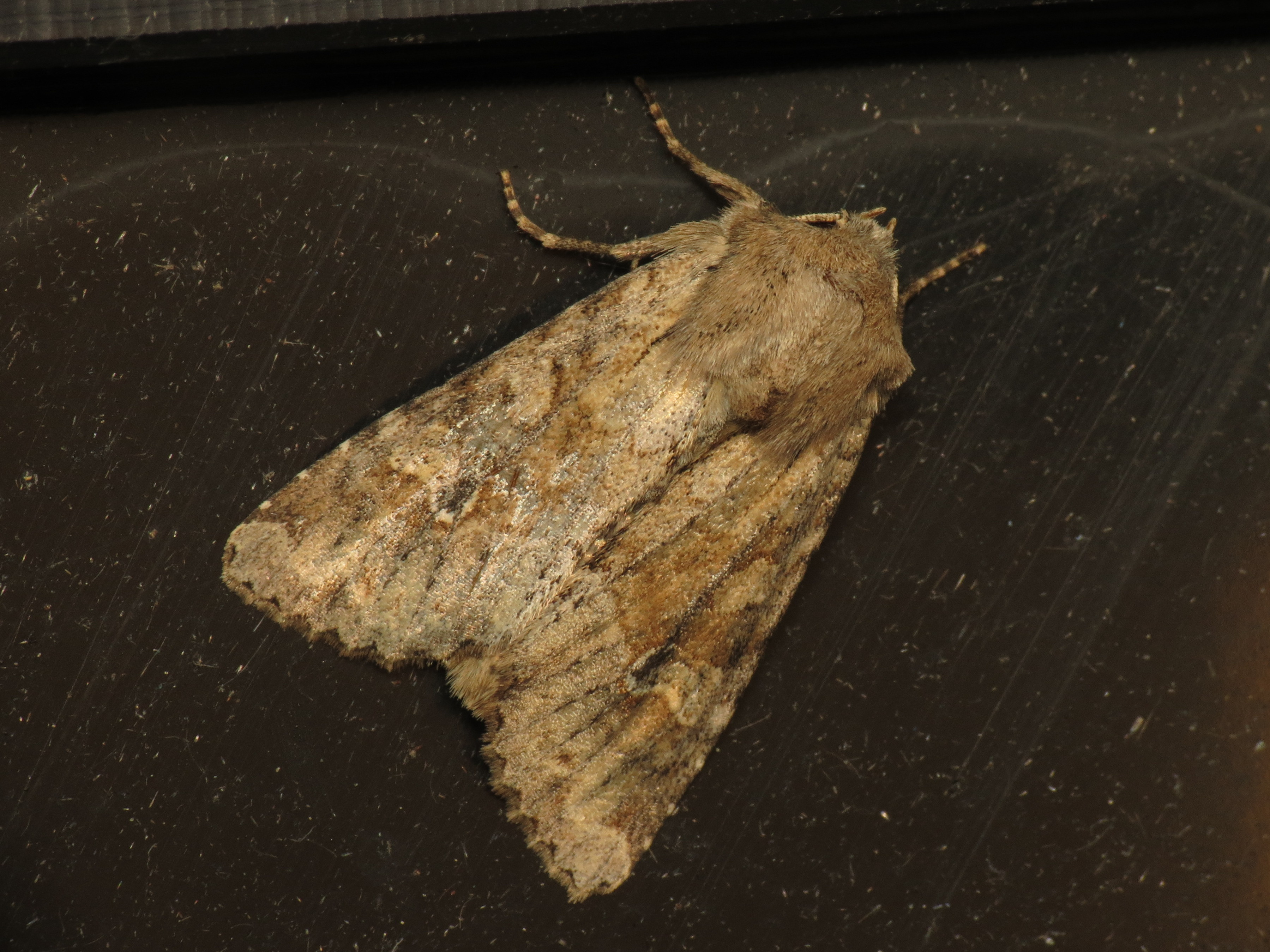
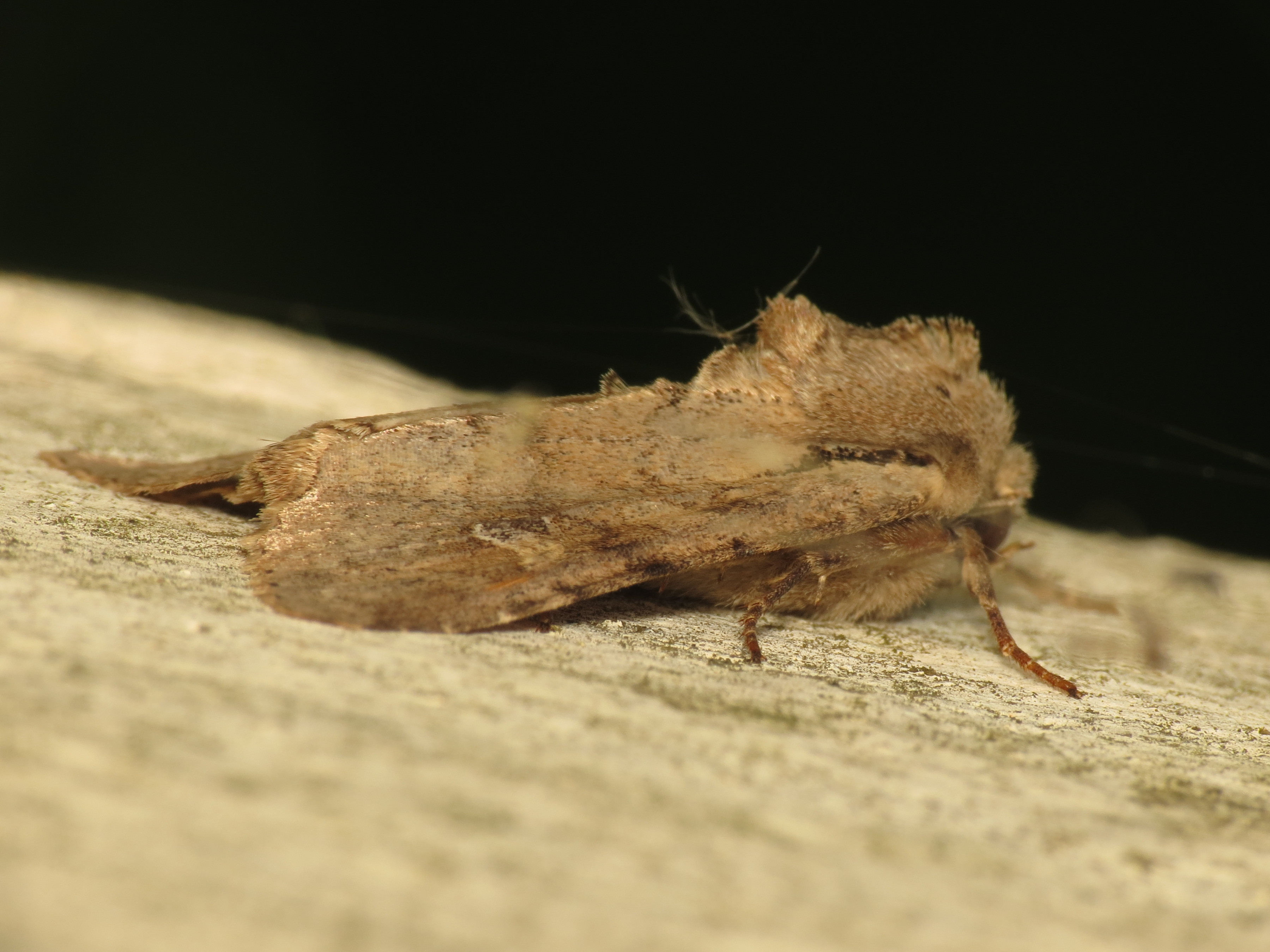

## Các loại cây loài sâu bướm này ăn
- Avena
- Dactylis
- Festuca
- Hordeum
- Leymus
- Phalaris
- Phleum
- Secale
- Triticum - Lúa mì
- Zea - Ngô
- Zizania